# Cathrin Carlzon
Frida Cathrin Sofie Carlzon (Österhaninge, 25 de abril de 1983) es una deportista sueca que compitió en natación, especialista en el estilo libre.
Ganó una medalla de bronce en el Campeonato Europeo de Natación de 2004 y dos medallas en el Campeonato Europeo de Natación en Piscina Corta, en los años 2001 y 2002.
Participó en los Juegos Olímpicos de Atenas 2004, ocupando el séptimo lugar en la prueba de 4 × 100 m libre.

## Palmarés internacional
| Campeonato Europeo                  | Campeonato Europeo | Campeonato Europeo | Campeonato Europeo |
| Año                                 | Lugar              | Medalla            | Prueba             |
| ----------------------------------- | ------------------ | ------------------ | ------------------ |
| 2004                                | Madrid (España)    | Medalla de bronce  | 4 × 100 m libre    |
| Campeonato Mundial en Piscina Corta |                    |                    |                    |
| Año                                 | Lugar              | Medalla            | Prueba             |
| 2001                                | Amberes (Bélgica)  | Medalla de oro     | 4 × 50 m libre     |
| 2002                                | Riesa (Alemania)   | Medalla de oro     | 4 × 50 m libre     |